# Rietvlieskelkje
Het rietvlieskelkje (Hymenoscyphus robustior) is een schimmel behorend tot de familie Helotiaceae. Het leeft saprotroof op stengels van riet.

## Kenmerken
Hij verschilt van verwante stengelsaprofyten door uit haken voortkomende asci en niet-scutuloïde sporen.

## Verspreiding
Het rietvlieskelkje komt in Nederland zeer zeldzaam voor.